# Фримен, Джей
Джей Фримен (родился 27 ноября 1981) — американский бизнесмен и программист.
Известен созданием Cydia — программного обеспечения для «взломанных» iOS устройств, с помощью которого можно устанавливать пакеты ПО, по какой-либо причине не поддерживаемых Apple.

## Образование и ранняя работа
Фримен окончил колледж творческих исследований в университете Калифорнии, Санта-Барбара. В 2009 был докторантом в области компьютерных наук в УСБ.
Создал Anakrino — декомпилятор для .NET. 
Был соавтором статьи, опубликованной в 2005 году: «Java Runtime событие спецификации и контроля библиотеки». Работал с Брайаном Фоксом над несколькими фриланс-проектами.

## Программное обеспечение

### iOS
В феврале 2008 года, Фрименом выпущена первая версия Cydia, которая устанавливалась только на устройствах, прошедших процедуру взлома прошивки.
В мае 2009 года, он добавил фирменный магазин приложений в Cydia, который позволил разработчикам продавать в нём свои продукты.
В сентябре 2010 года, его компания SaurikIT объявила о приобретении компании Rock Your Phone. Inc.
На сегодняшний момент SaurikIT и Rock Your Phone являются двумя крупнейшими поставщиками сторонних приложений, распространяемых через магазин Cydia.
Через некоторое время Фримен выпустил инструменты для разработчиков, которые помогали создавать программное обеспечение для взломанных iOS устройств.
Также создал Cydia Substrate — обеспечение, которое разработчики используют для упрощения обновлений и модификаций уже существующих пакетов. 
Создал приложение Cycript — инструмент, который разработчики используют для проверки и модификации приложений на iOS и OS X.
Он разработал множество программных расширений для «взломанных» iOS-устройств, для добавления функций в iOS, включая Apple File Conduit 2, Cycorder, CyDialer, Cydget, Cyntact, Cyueue, Five Icon Dock, Veency, и Winterboard. Так же выпустил утилиту для стирания данных со взломанного девайса, без обновления прошивки.
Он также является членом iPhone Dev Team — группы, которая разработала джейлбрейк для iOS.

### Android
Фрименом также выполнена разработка в области безопасности и защиты на ОС Android. В апреле 2013 года, он создал реализацию root для Google Glass и опубликовал список изменений, совершаемых благодаря рутингу.
В мае 2013 года вышла версия Cydia Substrate для Android.
В июле 2013 года он опубликовал анализ и внедрение уязвимости в Android под названием «Мастер-ключ».

## Политика
Фримен поддерживал компанию Айла-Виста, Калифорния (сообщество смежно УСБ).
В январе 2016 года, он выдвинул свою кандидатуру в наблюдательный совет Санта-Барбара Каунти.